# Be-Bop-A-Lula
Be-Bop-A-Lula — популярна рок-н-рольна пісня, вперше записана Джином Вінсентом у 1956 році. У виконанні Вінсента ця пісня стала хітом і потрапила до списку 500 найкращих пісень усіх часів за версією журналу Rolling Stone.
Пізніше пісню записували у своїх версіях такі музиканти як Елвіс Преслі, Джон Ленон, Пол Маккартні, гурти The Beatles, The Everly Brothers, Queen та інші.